# Pharomachrus antisianus
El quetzal crestado (Pharomachrus antisianus), también conocido como quetzal coliblanco o quetzal de cola blanca, es una especie de ave trogoniforme de la familia Trogonidae. Es nativo de Bolivia, Colombia, Ecuador, El Perú, y Venezuela. Vive en el bosque montano húmedo tropical y subtropical. No tiene subespecies.